# Кили Хоз
Кили Клер Џулија Хоз (енг. Keeley Clare Julia Hawes Лондон, 10. фебруар 1976)  енглеска је глумица, школована у Позоришној школи Силвије Јанг. Каријеру је започела у многим књижевним адаптацијама, као што су Наш међусобни пријатељ (1998), Жене и кћери (1999), и Кентерберијске приче (2003). Глумила је Зои Рејнолдс у ББС-јевој драмској серији Оперативци (2002−2004), а затим  Алекс Дрејк у серији Пепео пепелу (2008–2010). Играла је водеће улоге у серијама  Горе, доле (2010),  Упражњено место (2015),  Нестала (2016) и  Дарелови (2016–2019).
Номинована је за БАФТА телевизијску награду за најбољу глумицу за улогу у полицијској серији режисера Џеда Меркјурија Дужност. Поново је радила са Меркјуријем у трилер серији из 2018. године Телохранитељ у коме је играла државну секретарку Џулију Монтагју. Појавиљивала у филмовима Смрт на сахрани (2007) и Облакодер (2015), а позајмила је глас и Лари Крофт у видео игри Tomb Raider.

## Биографија
Кили Хоз рођена 1. фебруара 1976. године у насељу Марилбен у Лондону.
Најмлађа је од четворо деце, има два брата и једну сестру.
Глуму је учила у Позоришној школи Силвије Јанг, 

где се спријатељила са Емом Бантон.
Почела је да се бави манекенством, када јој је у Оксфорд улици пришао модни агент и понудио јој посао. Потписала је уговор са модном агенцијом Селект Модел Менеџмент.
Удала се за Спенсера Макалума  у децембру 2001. године, када је њихов син Мајлс имао скоро две године. Развели су се 2004. године. Удала се за колегу глумца Метјуа Мекфајдена у новембру 2004. године, а њихова кћер Меги рођена је следећег месеца. Њихово друго дете син Ралф, рођен је у септембру 2006. године.

## Каријера
Прву већу улогу добила је 1990. године у серији Смутљиваци. Следе Караоке Дениса Потера (1995), Откуцаји срца (1996) и Невеста просјак (1997).
Глумила је у неколико ББС-јевих адаптација класичне и модерне литературе, укључујући Наш заједнички пријатељ (1998), Жене и кћерке (1999), Додир баршуна (2002), Кентерберијске приче (2003) Испод зеленог дрвета (2005).
Од 2002. до 2004. године глумила је Зои Рејнолдс у шпијунској драмској серији Оперативци, од 2006. до 2007. године лик Роси Кенеди у британској комедији Викар из Диблија. Такође 2007. године, глумила је Џејн у комедији Смрт на сахрани. У истом филму је глумио и њен садашњи муж Метју Мекфајден.
Од фебруара 2006. године одаје глас Лари Крофт, у видео игри Тум Рејдер. Појавила се у неколико музичких спотова, Saturday Night групе Suede, She's a Star бенда James и Marvellous од The Lightning Seeds.
Од 2008. године придружила се екипи ББС−ијеве серије Пепео пепелу. У серији је глумила детективку Алекс Дрејк до 2010. године. За ту улогу добила је награду часпописа Гламур за најбољу глумицу на телевизији.
Од 2010. до 2012. године у серији  Горе, доле тумачила је лик Лејди Агнес Холанд.
У филму из 2013. Авантуриста: Проклетство Мидине кутије са Мајкл Шином, Сем Нилом, интерпретирала је лик Катарине Мунди.
Од 2014. године придружила се другој сезоне серије Дужност у којој је, до 2016. године, глумила полицијску детективку Линдзи Дентон.
Исте године  гостовала је у осмој сезони популарне британске серије Доктор Ху као госпођа Делфокс.
Од 2016−2019. године играла је главну улогу у серији Дарелови. За улоге у серијима из 2018. године Телохранитељ и Госпођа Вилсон, номинована је за телевизијску награду БАФТА.

## Награде
Освојила награду часописа Гламур за најбољу британску телевизијску глумицу 2008. године за улогу у серији Пепео пепелу. За исту улогу номинована је за награду часописа ТВ избор и  награду Крими−трилер за најбољу глумицу.
Номинована је за БАФТА телевизијску награду за најбољу глумицу за серију Дужност 2015. године. 
За исту награду је номинована и 2019. године за улогу у Телохранитељу и за споредну глумицу у серији Госпођа Вилсон.

## Филмографија

### Филмови
| Година | Наслов                                 | Улога          | Notes           |
| ------ | -------------------------------------- | -------------- | --------------- |
| 1996   | Месечев камен                          | Рејчел         | ТВ филм         |
| 1998   | Осветници                              | Тамара         |                 |
| 1999   | Последњег септембра                    | Луис Фарквар   |                 |
| 2000   | Саучесништво                           | Ивон           |                 |
| 2001   | Отело                                  | Деси Брабант   | ТВ филм         |
| 2003   | Хаос и лешеви                          | Саманта Тагерт |                 |
| 2005   | Прича о петлу и бику                   | Елизабет       |                 |
| 2007   | Смрт на сахрани                        | Џејн           |                 |
| 2008   | Пљачка банке                           | Венди Летер    |                 |
| 2008   | Сећање једне будале                    | одрасла Џеси   |                 |
| 2013   | Авантуриста: Проклетство Мидине кутије | Катарина Мунди |                 |
| 2015   | Облакодер                              | Ен Ројал       |                 |
| 2020   | Нелагодан живот                        | Патриша Нил    |                 |
|        | Лоше понашање                          | Џулија Морли   | пост-продукција |
|        | Ребека                                 | Беатрис        | пост-продукција |

### Телевизија
| Година    | Наслов                  | Улога                               | Notes                      |
| --------- | ----------------------- | ----------------------------------- | -------------------------- |
| 1989      | Заувек зелено           | Керол                               | 1 епизода                  |
| 1990      | Смутљиваци              | Менди                               | 6 епизода                  |
| 1992      | Мистерије Рут Рендел    | Кејпа Маблдин                       | 1 епизода                  |
| 1996      | Пита на небу            | Стела Џексон                        | 2 епизоде                  |
| 1996      | Караоке                 | Линда Ленџер                        | 1 епизода                  |
| 1996      | Откуцаји срца           | Мишел                               | 1 епизода                  |
| 1997      | Невеста просјак         | Анђела Харпер                       |                            |
| 1998      | Наш заједнички пријатељ | Лизи Хексам                         | 4 епизоде                  |
| 1998      | Џелат из Кејтер улице   | Шарлот Елисон                       |                            |
| 1999      | Плава бомба             | млада Дајана Дорс                   |                            |
| 1999      | Жене и кћерке           | Синтија Киркпатрик                  | 4 епизоде                  |
| 2001      | Хотел!                  | Триша                               |                            |
| 2001      | Убиство на уму          | Дебора                              | 1 епизода                  |
| 2002      | А је за ацид            | Џилијан Роџерс                      |                            |
| 2002      | Ја и госпођа Џонс       | Џејн                                |                            |
| 2002      | Додир баршуна           | Кити Батлер                         |                            |
| 2002–2004 | Оперативци              | Зои Рејнолдс                        |                            |
| 2003      | Сретни Џим              | Кристина Калахан                    |                            |
| 2003      | Кентерберијске приче    | Емили                               |                            |
| 2004      | Секс & лажи             | Kate                                |                            |
| 2004      | Детектив Мердок         | Др. Џулија Огден                    | 2 епизоде                  |
| 2005      | Поново испричан Шекспир | Ела Магбет                          | Епизода: "Магбет"          |
| 2005      | Госпођица Марпл         | Филипа Хејмс                        | 1 епизода                  |
| 2005      | Испод зеленог дрвета    | Фенси Деј                           |                            |
| 2005      | Кум                     | Кејт Шелдрејк                       |                            |
| 2006      | После Томаса            | Никола Грејам                       |                            |
| 2006–2007 | Викар из Диблија        | Рози Кенеди                         | 2 епизоде                  |
| 2008–2010 | Пепео пепелу            | Детектив Алекс Дрејк                | главна улога               |
| 2009      | Заједнички пријатељ     | Џен                                 |                            |
| 2010      | Идентитет               | Детектив Марта Лосон                |                            |
| 2010–2012 | Горе, доле              | Лејди Агнес Холанд                  | главна улога               |
| 2013      | Дама која нестаје       | Госпођа Тодхантер                   | ТВ филм                    |
| 2013      | Тунел                   | Суз Харкорт                         |                            |
| 2013      | Амбасадори              | Џенифер                             |                            |
| 2014–2016 | Дужност                 | Детектив Линдзи Дентон              | Главна улога               |
| 2014      | Доктор Ху               | Госпођа Делфокс / Мадам Карабраксос | 1 епизода                  |
| 2015      | Упражњено место         | Саманта Молисон                     | главна улога, мини−серија  |
| 2016      | Баук Фунгус             | Венди Сноу                          | мини−серија                |
| 2016      | Шупља круна             | Краљица Елизабета                   | Хенри VI део 2, Ричард III |
| 2016      | Нестали                 | Џема Вебстер                        | главна улога               |
| 2016–2019 | Дарелови                | Луиса Дарел                         | главна улога               |
| 2017      | Унутар броја 9          | Луис                                | 1 епизода                  |
| 2018      | Телохранитељ            | Џулија Монтегју                     | главна улога; 3 епизоде    |
| 2018      | Госпођа Вилсон          | Дороти Вик                          | мини−серија                |
| 2019      | Издајице                | Присила Гарик                       | главна улога               |
| 2019      | Лето ракета             | Кетлин Шоу                          | мини−серије                |
| 2019      | Година зеца             | Лидија                              | мини−серије                |

### Позориште
| Година | Наслов          | Улога | Позориште                      |
| ------ | --------------- | ----- | ------------------------------ |
| 2011   | Ракета на Месец | Бела  | Краљевско национално позориште |
| 2013   | Лајање у Есексу | Криси | Виндимово позориште            |

### Видео игре
| Година | Наслов                              | Гласовна улога |
| ------ | ----------------------------------- | -------------- |
| 2006   | Тум Рејдер : Легенда                | Лара Крофт     |
| 2007   | Тум Рејдер : Годишњица              | Лара Крофт     |
| 2008   | Тум Рејдер: Подземље                | Лара Крофт     |
| 2009   | Тум Рејдер: Подземље # Испод пепела | Лара Крофт     |
| 2009   | Тум Рејдер: Подземље # Ларина сенка | Лара Крофт     |
| 2010   | Лара Крофт и чувар светлости        | Лара Крофт     |
| 2014   | Лара Крофт и Озирисов храм          | Лара Крофт     |